# Estação Carabanchel
Carabanchel é uma estação da Linha 5 do Metro de Madrid.

## História
A estação foi aberta ao público em 4 de fevereiro de 1961, quando a F.C. Suburbano de Carabanchel a Chamartín de la Rosa, se estendia entre desta estação até a estação Plaza de España.
Em 5 de junho de 1968 com a inauguração da primeira seção da Linha 5 entre as estações Callao e Carabanchel, a estação passou a ser a estação terminal da Linha 5.